# Margarita Aldobrandini

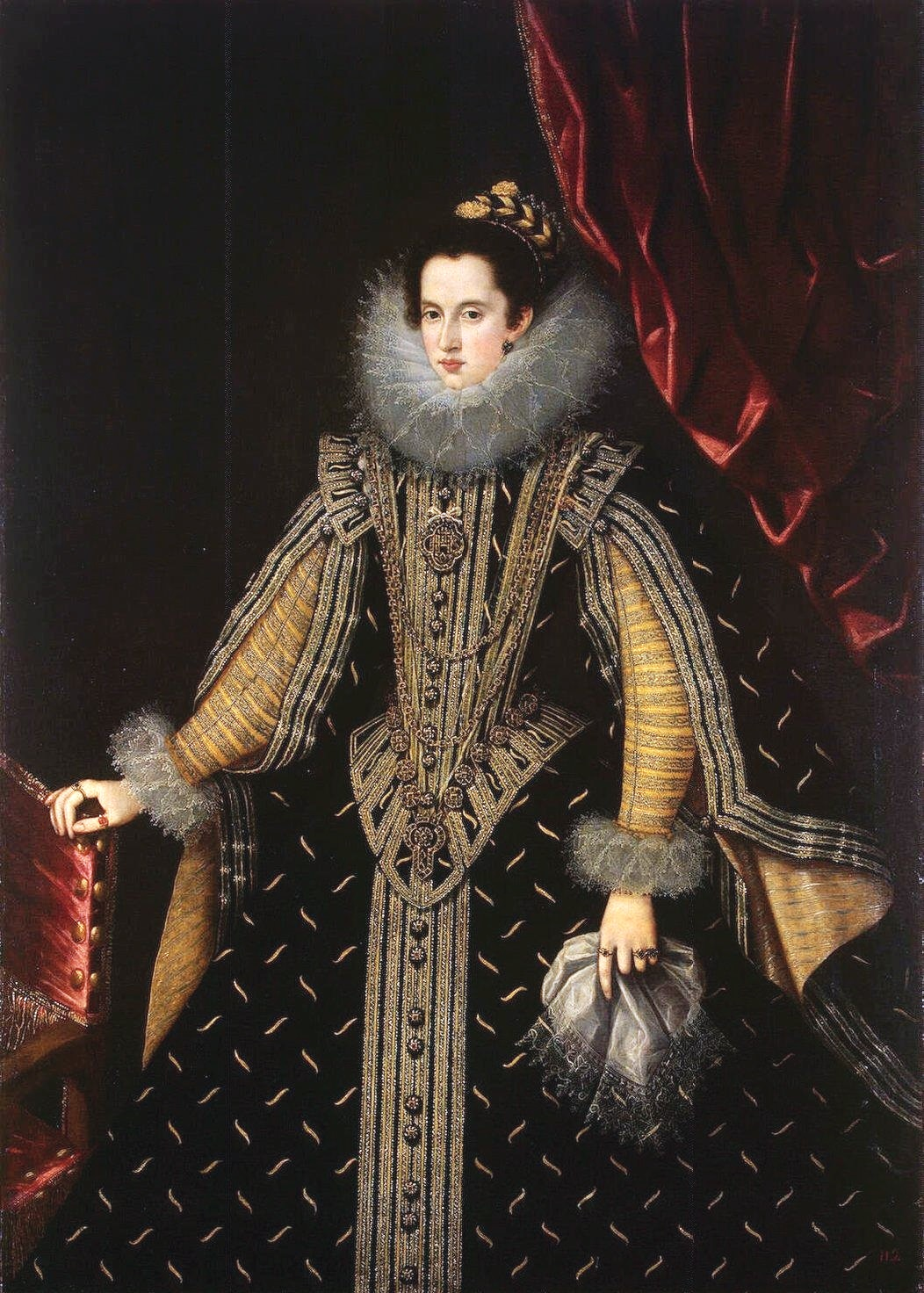
Margarita Aldobrandini

Margherita Aldobrandini (29 martie 1588 – 9 august 1646) a fost Ducesă consort de Parma. A fost regentă a Parmei în perioada 1626-1628.

## Biografie
A fost fiica lui Giovanni Francesco Aldobrandini și a Olimpiei Aldobrandini, a fost nepoata Papei Clement al VIII-lea. La 7 mai 1600 s-a căsătorit cu Ranuccio I de Parma, fiul lui Alessandro Farnese, Duce de Parma. Cuplul a avut 5 copii:
- Alessandro Francesco Farnese (n. 1602)
- Odoardo I de Parma (n. 1612 - d. 1646), duce de Parma
- Maria Caterina Farnese (n. 1616 - d.1646), căsătorită în 1631 cu Francesco I d'Este
- Victoria Farnese (n. 1618 - d.1649), căsătorită în 1648 cu Francesco I d'Este după decesul Mariei
- Francesco Maria Farnese (n. 1620 - d.1647) ultimul cardinal Farnese

Margarita a murit la data de 9 august 1646, la vârsta de 58 de ani, în orașul Parma.